# Весна Ракић Водинелић
Весна Ракић Водинелић (Београд, 1. новембар 1950) српска је правница, политичар и редовни професор на Правном факултету Универзитета УНИОН у Београду. Између 2007. и 2010. била је декан факултета. Била је кандидаткиња за градоначелницу града Београда испред Нове Странке.

## Биографија
Завршила је Правни факултет Универзитета у Београду, где је дипломирала 1973, магистрирала 1978, а докторирала 1981, одбранивши дисертацију „Ревизија против пресуде“.
Између 1975. и 1998. била је запослена на Правном факултету Универзитета у Београду, где је била асистент, доцент и ванредни професор. Налазила се на челу експертске групе за реформу правосуђа Црне Горе. Због неслагања са репресивним Законом о универзитету 1998. године је отпуштена са Правног факултета.
Редовни професор на Правном факултету Универзитета УНИОН у Београду постаје 2002. Објавила је више од 150 радова у Србији и иностранству. Дописни је члан Међународне академије за упоредно право у Паризу.

## Политичка активност
На Председничким изборима 2017. године, као члан Нове Странке, била је представница правног тима председничког кандидата Саше Јанковића.
Била је кандидат за Градоначелника града Београда испред Нове Странке, у којој обавља функцију председнице Савета странке.

## Одабрана дела
- Правосудно организационо право, Београд : Савремена администрација, 1994,  70287879
- Литиспенденција пред арбитражом и пред државним судом, Правни живот, 1994, (заједно са Душицом Палачковић)  57780748
- Престанак СФРЈ - Правне последице, Београд, 1995, (један од аутора и уредник)  90942983
- Ревизија против пресуде, Нови Сад, Футура, 1995,  97375751
- Судска заштита права човека – упоредноправни преглед и стање у СРЈ, у зборнику Права и слободе, Међународни и југословенски стандарди, Београдски центар за људска права, Београд, 1995, стр. 113-143  514914492
- Изборна крађа : правни аспект, Београд : Медија центар, 1997, (један од аутора и уредник)  124369927
- Грађанско процесно право Европске уније, Београд, 1998, (заједно са Гашом Кнежевићем)  134490631
- Грађанско процесно право, Београд : Савремена администрација, 1999, (заједно са Боривојем Познићем)  149926407
- Модели закона о судовима и судијама, Београд : Центар за унапређивање правних студија, 2001, (заједно са Зораном Ивошевићем)  170356743
- Правосудни савети, Београд : Институт за упоредно право, 2003, (један од аутора и уредник)  104689420